# Linum turcomanicum
Linum turcomanicum là một loài thực vật có hoa trong họ Linaceae. Loài này được Juz. mô tả khoa học đầu tiên năm 1949.